# Notiz

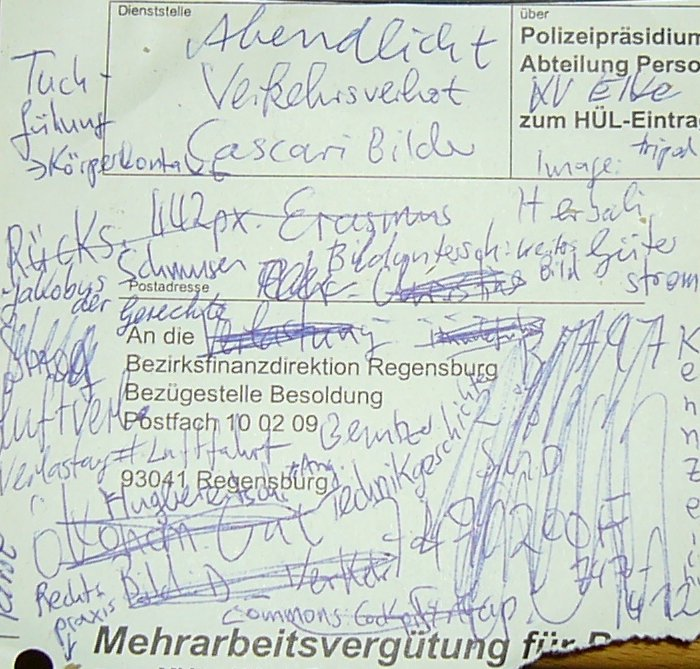
Viele ungeordnete Notizen

Die Notiz (lateinisch notitia, „schriftliches Verzeichnis“, aus lateinisch notus, „bekannt“ und lateinisch annotare, „anmerken“) ist eine schriftlich festgehaltene Information oder Nachricht.
„Notiz von etwas nehmen“ heißt Erkundigungen über einen Sachverhalt einholen. In Kabale und Liebe von Friedrich Schiller (1784) sagt der Stadtmusikant Miller: „Hab’ ihm’s Mädel nicht nachgeworfen; wer nimmt Notiz davon?“. August von Platen-Hallermünde schrieb 1848: „Ich habe genialische Notizen von Zeit zu Zeit mir angefertiget“. Im Deutschen Wörterbuch von 1889 ist vermerkt, dass ursprünglich mit „Notiz“ die Kenntnis oder Nachricht bezeichnet wurde.
Der Schweizer Autor Ludwig Hohl (20. Jh.) erhob die „Notiz“ zu einer eigenen Literaturgattung. Sein philosophisch-literarisches Hauptwerk Die Notizen umfasst viele hundert notizenhafte Einträge, die immer wieder dieselben Themen umkreisen.

## Inhalt
Notizen dienen dazu, einen Sachverhalt schnell und in Kurzform schriftlich festzuhalten, bevor seine Einzelheiten vom Verfasser vergessen werden. Der Text besitzt mehr Beweiskraft als die bloße Erinnerung. Die Aufzeichnungen dienen deshalb nicht nur dem eigenen Gebrauch, sondern auch als Beweismittel.
Eine Notiz dient auch der Erinnerung an zu erledigende Aufgaben oder Termine, oder hilft, umfangreiche Informationen in kurzer Form festzuhalten. Besonders geeignet für Notizen ist die Stenografie wegen ihrer Kompaktheit und Schnelligkeit (Kurznotiz). Diktiergeräte können auch dazu verwendet werden, um Notizen mündlich festzuhalten.

## Arten
Notizen können in folgenden Formen vorkommen:
- Aktennotiz als ein Kurzprotokoll in der Verwaltung,
- Aide-mémoire im diplomatischen Verkehr
- Aktenvermerk als ausführliche Darstellung eines Sachverhalts in der Verwaltung,
- Notizzettel als Trägermedium zur schriftlichen Speicherung kurzer Informationen,
- Notizbuch ist ein Buch mit unbeschriebenen Seiten für fortlaufende Notizen oder
- Pressemitteilung: informiert Journalisten über Ereignisse, Sachverhalte und Veranstaltungen von öffentlichem Interesse.

## Memo

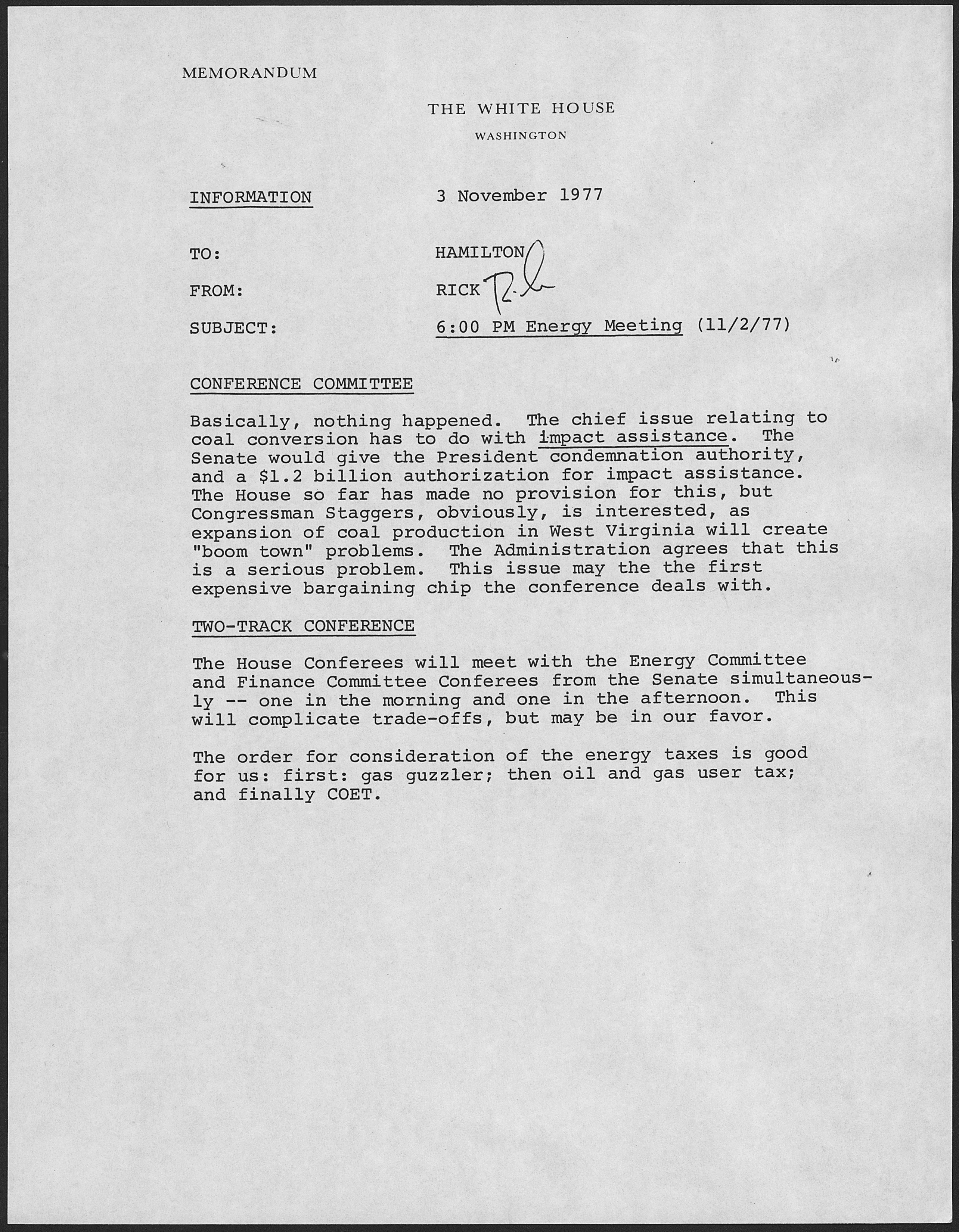
Ein im Weißen Haus in Washington geschriebenes Memorandum (kurz Memo) vom 3. November 1977 über eine Besprechung am Vortag

Ein Memo ist im Sinne der Wortherkunft eine Notiz, die an etwas erinnern soll. Das Wort Memo entstand durch Kürzung von Memorandum (lateinisch memorandum bedeutet sinngemäß „an was man sich erinnern soll“).
Ein Zettel, auf dem eine solche Notiz steht, wird Merkzettel oder ebenfalls Memo genannt. Memo-Block ist eine Bezeichnung für einen Notizzettel-Block. Terminplaner und andere Kalender mit Platz für die Eintragung von Notizen werden auch Memo-Kalender genannt. Auf manchen Produkten dieser Art ist das Wort Memo aufgedruckt.
Die Bezeichnung Memo wird nicht nur für private Notizen gebraucht, sondern auch für Notizen in den Bereichen Politik, Diplomatie, Recht, Wirtschaft und Verwaltung.
Sofern es sich um offizielle Dokumente handelt, wird neben Memo auch die ursprüngliche Wortform Memorandum verwendet. Das gilt etwa für die Memos, die dem Präsidenten der USA als Briefing vorgelegt werden, oder für Dokumente, in denen Rechtsanwälte einen Sachverhalt für den Klienten zusammenfassen.